# Prise de Damas (1920)
Guerre franco-syrienne
La prise de Damas en 1920 a été la dernière étape de la guerre franco-syrienne, lorsque les forces françaises ont capturé Damas avec peu de résistance, mettant fin au royaume arabe de Syrie et marquant l'entrée en vigueur du mandat français sur la Syrie. Peu de temps après, en septembre 1920, Damas a été établie comme capitale de l'État de Damas sous mandat français.

## Déroulement
La guerre des Hachémites contre les Français, qui éclata en janvier 1920, devint rapidement une campagne dévastatrice pour le nouveau royaume arabe de Syrie proclamé. Inquiet des résultats d'un long combat sanglant avec les Français, le roi Fayçal lui-même se rendit le 14 juillet 1920, mais son message ne parvint pas au ministre de la Défense du roi Fayçal, Youssef al-Azmeh, qui, ignorant le roi, conduisit une armée à Maysalun pour défendre la Syrie face à l'avancée française. La bataille de Maysalun a abouti à une défaite écrasante pour la Syrie. Les troupes françaises ont ensuite marché sur Damas et l'ont capturé le 24 juillet 1920.
Les troupes françaises ont rencontré peu de résistance de la part des habitants de Damas, mais il y a eu des fusillades entre les Français et les habitants des quartiers de Shaghour et Midan (en) au début de l'entrée française. Un gouvernement pro-français sous la direction d'Aladdin al-Droubi (en) a été installé le lendemain.